# Televiziunea digitală terestră în România

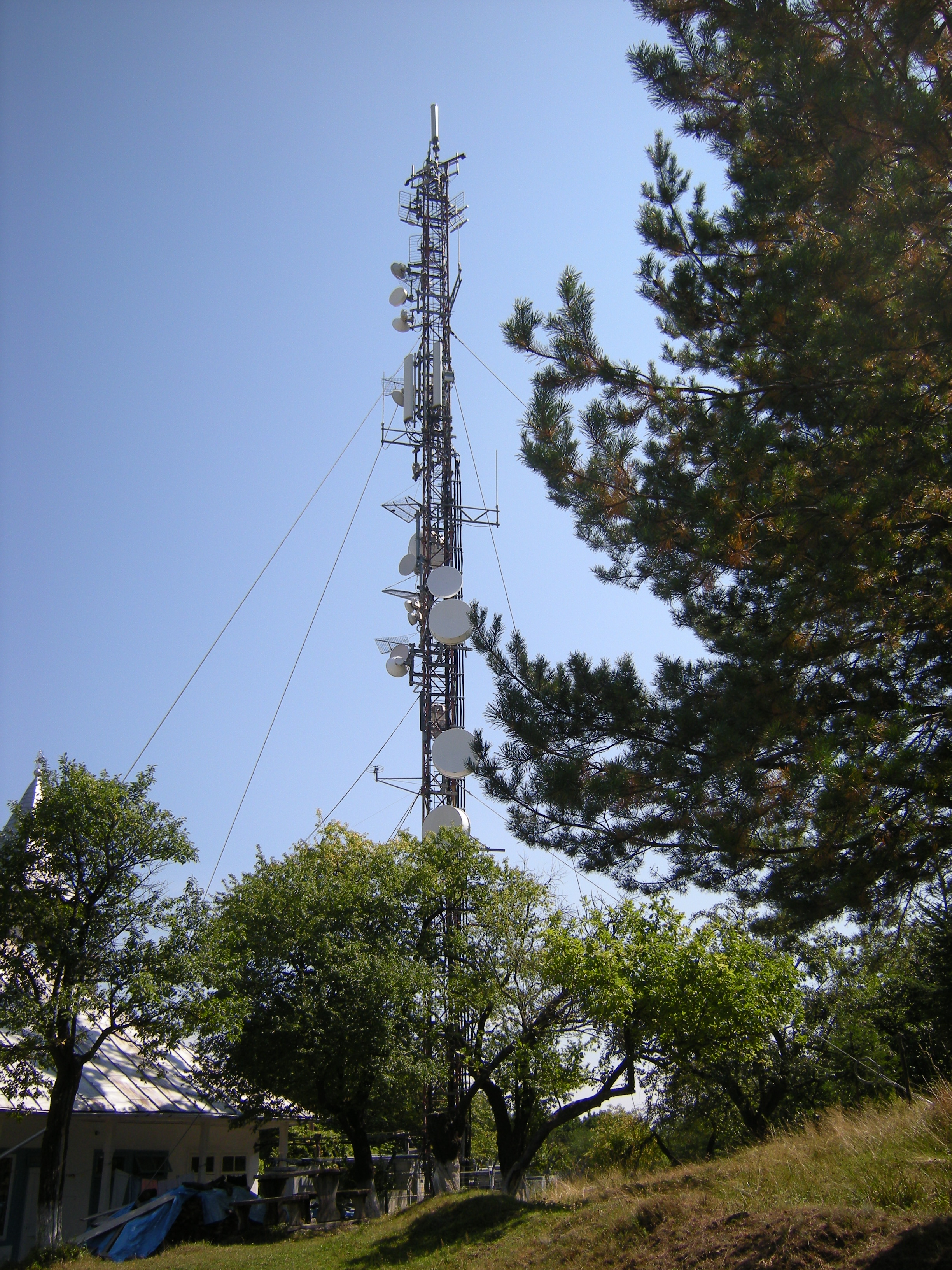
Releul Radiocom din Târgu Ocna, cu antena DVB-T2 de tip sectorial în vârful pilonului, ce transmite în canalul 40 (626 MHz) cu o putere de 0,1 kW. Amplasamentul se află în alocarea ROU040 Comănești.

Sigla sub care apar receptoarele (tunere, televizoare) cu tehnologie DVB-T2 în România.

Televiziunea digitală terestră a fost implementată în România începând din decembrie 2005, când Societatea Națională de Radiocomunicații (SNR - Radiocom) a inaugurat primul emițător DVB-T de pe teritoriul României, în zona București-Herăstrău.
Decizia de trecere de la emisia analogică terestră la cea digitală terestră a fost luată de Uniunea Internațională pentru Telecomunicații (UIT), în cadrul Conferinței Regionale în domeniul Radiocomunicațiilor, din anul 2006, de la Geneva și a fost asumată de Uniunea Europeană și de Guvernul României.
În România, a fost activ sistemul DVB-T în regim experimental, în București și Sibiu, între 2005 și 2016. Începând din 2015, standardul național pentru transmisiuni terestre este DVB-T2.

## Tranziția
Pentru a eficientiza utilizarea spectrului radio, care devenise necesar pentru comunicațiile mobile, majoritatea statelor membre ale Uniunii Internaționale pentru Telecomunicații (UIT) au agreat să elibereze spectrul folosit pentru emisia terestră analogică de televiziune (174–230 MHz, banda VHF — Plan de asignare Geneva 1975) și să aloce această resursă rețelelor și echipamentelor de comunicații mobile.
În anul 2006, Conferința Regională de Radiocomunicații (RRC-06), organizată de către UIT, a decis înlocuirea efectivă a emisiei analogice cu emisia digitală a programelor de televiziune (reglementările aplicabile EN 302 017 și EN 302 245). Peste 100 de țări, printre care și România, au semnat Acordul Geneva 2006, prin care a fost adoptat un nou plan de frecvențe pentru toate statele semnatare, care îl va înlocui pe cel de transmisie în sistem analogic.
Prin Hotărârea de Guvern nr. 403 din 2013, publicată în Monitorul Oficial, se aprobă următoarele:
1. Strategia privind tranziția de la Televiziunea analogică terestră la cea digitală terestră și implementarea serviciilor multimedia digitale la nivel național, finalizarea procesului de încetare a serviciilor de televiziune analogică terestră până la 17 iunie 2015.[3]
2. Stabilirea soluțiilor optime de tranziție pentru evitarea interferențelor prejudiciabile în condițiile în care transmisiile analogice și cele în format digital vor fi difuzate o perioadă de timp simultan, iar spectrul radio va fi supraaglomerat.[3]
3. Structurarea planului național de frecvențe radio adoptat la RRC-06 (Planul RRC-06), în vederea implementării multiplexelor digitale naționale, precum și a unor multiplexe digitale suplimentare la nivel local/regional, implementarea la nivel național a 4 multiplexe digitale terestre în banda UHF și unul în banda VHF, rămânând ca la nivel regional/local să existe posibilitatea alocării unor multiplexe digitale terestre suplimentare.[3]
4. Un multiplex din cele 4 disponibile în banda UHF se va acorda cu impunerea unor condiții de acoperire teritorială și de populație, respectiv de preluare și transmisie free-to-air, în condiții transparente, concurențiale și nediscriminatorii, pentru posturile publice de televiziune, precum și pentru posturile private de televiziune care transmit analogic terestru, în conformitate cu prevederile Legii audiovizualului nr. 504/2002, cu modificările și completările ulterioare.
5. În perioada de tranziție, până la data de 17 iunie 2015, se va asigura de către operatorul actual și transmisia în paralel (simulcast) a programului public TVR 1 în sistem analogic în banda VHF, cu respectarea prevederilor legale în vigoare.[3]

## DVB-T
În ianuarie 2005, Societatea Națională de Radiocomunicații S.A. (SNR) a semnat un contract cu Rohde & Schwarz (Germania) de achiziție a 200 de transmițătoare analogice și digitale pentru telefonie, internet și televiziune. Compania a furnizat și transmițătoare DVB-T Rohde&Schwarz NV 7130 pentru proiectul pilot din București și Galați (ultimul schimbat ulterior cu Păltiniș, județul Sibiu). Instalațiile includeau instalații radiante, codificatoare și multiplexoare.
Transmisiunile DVB-T au început în decembrie 2005 și s-au implementat în orașele București (2 transmițătoare) și Păltiniș (un transmițător).
| Nr. | Amplasament (jud.)          | MUX 1       | MUX 1             | MUX 1             | MUX 2       | MUX 2      | MUX 2             |
| Nr. | Amplasament (jud.)          | Canal       | Inaugurare        | Închidere         | Canal       | Inaugurare | Închidere         |
| --- | --------------------------- | ----------- | ----------------- | ----------------- | ----------- | ---------- | ----------------- |
| 1   | București-Herăstrău (B)     | C54 738 MHz | decembrie 2005    | 1 septembrie 2016 | C59 778 MHz | 2008       | 1 septembrie 2016 |
| 2   | Sibiu-Păltiniș (SB)         | C54 738 MHz | 19 octombrie 2006 | 30 iunie 2016     | C47 682 MHz | 2008       | 30 iunie 2016     |
| 3   | București-Piața Sudului (B) | C54 738 MHz | 2008              | 1 septembrie 2016 | C59 778 MHz | 2008       | 1 septembrie 2016 |

Multiplexul nr. 1 (canalul 54 București și Sibiu) a fost alocat în exclusivitate SRTv: TVR 1, TVR 2, TVR News și TVR HD. Multiplexul nr. 2 (canalele 59 București și 47 Sibiu) a transmis canale publice dar și comerciale: TVR Cultural, TVR  3, Național TV, Realitatea TV, Antena 3 și B1 TV. Cele două multiplexuri aparțineau Radiocom.
Un al treilea multiplex (canalul 30 București) era deținut de PRO TV SA și a fost lansat la 1 decembrie 2006 cu un emițător, adăugând mai târziu încă două. Multiplexul era dedicat PRO TV HD (și mai apoi și Sport.ro HD). La 1 februarie 2014, cele două programe au început să fie transmise codat. Multiplexul a fost închis în 2015.
Standardul de codare folosit de Radiocom era OFDM, MPEG-2 (normă de comprimare), QAM 16, DFT 8k, FEC 3/4, GI 1/16 și cu o lățime de bandă de 8 MHz.
Transmisiile DVB-T au fost închise definitiv la 30 iunie 2016 în Sibiu și la 1 septembrie 2016 în București, în favoarea standardului DVB-T2.

## DVB-T2
În cadrul conferinței de la Geneva din anul 2006, s-a adoptat un nou plan de frecvențe pentru toate statele semnatare, care presupune utilizarea benzilor de transmisie VHF 174–230 MHz și a benzilor UHF 470–694 MHz (valorile trecute între 694-790 și respectiv 790–862 MHz sunt folosite în prezent pentru exploatarea tehnologiei mobile LTE (4G) incluzând, de asemenea, și alte servicii de bandă largă fără fir cum ar fi benzile de frecvențe de 700 MHz și 800 MHz rezervate tehnologiei 5G.
Conform Deciziei nr. 243/2012/UE a Parlamentului European și a Consiliului din 14 martie 2012 de instituire a unui program multianual pentru politica în domeniul spectrului de frecvențe radio (RSPP) banda 800 MHz (790-862 MHz (canalele 61-69)) să fie utilizată pentru servicii de bandă largă fără fir (dividend digital I). Prin această măsură, aproximativ 1,5 dintre cele 6 acoperiri din UHF prevăzute în Planul RRC06 nu au mai putut fi utilizate.
Cu ocazia Conferinței Mondiale de Radiocomunicații din anul 2012 (WRC 2012) a fost introdus, pe agenda viitoarei conferințe mondiale de radiocomunicații, un punct prin care se propune ca banda 694-790 MHz (canalele 49-60) să poată fi utilizată pentru același tip de servicii ca și banda 790-862 MHz, tendințele la nivel european fiind de renunțare la utilizarea acestei benzi pentru televiziune digitală terestră. Aceasta s-a materializat în mai 2017 prin adoptarea Deciziei (UE) 2017/899 a Parlamentului European și a Consiliului din 17 mai 2017 privind utilizarea benzii de frecvențe 470-790 MHz în UE. Implementarea dividendului digital II în banda 694-790 MHz în România a presupus renunțarea la mai mult de 2 acoperiri de televiziune digital terestră din banda UHF.
Standardul de codare folosit de Radiocom pentru Societatea Română de Televiziune (SRTv) este OFDM, MPEG-4 (normă de comprimare), H.264 (AVC), QAM 256, FFT 32k, CR 2/3, GI 1/8, viteză de semnalizare de 8 000 de bauzi și cu o lățime de bandă de 8 MHz.
Transmisiile DVB-T2 pe teritoriul României au început la 17 iunie 2015, cu pornirea unui emițător al Radiocom din amplasamentul București-Herăstrău, ce emite pe canalul 30 în MUX 1; ulterior, s-a continuat implementarea Multiplexului nr. 1 într-o etapă tranzitorie, folosind echipamente analogice recondiționate, atingându-se un total de 63 de amplasamente în toată țara. Etapa următoare a constat în extinderea acestei rețele la 228 de amplasamente, vechile echipamente fiind înlocuite cu unele adecvate transmisiilor digitale.

### Organizare
Proiectul de trecere la DVB-T2 definește 36 de alocări (zone teritoriale) ale României cărora li s-a atribuit un cod în formatul ROUxxx, în care xxx este un indicativ numeric între 001 și 040. Alocările au fost determinate în funcție de distribuția demografică și de relieful țării. Din proiect lipsesc definiții pentru indicativele 005, 016, 037 și 038, însă documentele Consiliului Național al Audiovizualului menționează și codul ROU005, dedicat capitalei.
Codurile sunt atribuite în felul următor:
| Cod    | Nume                  | Canale      | Canale      | Canale      | Canale      | Canale        | Canale provizorii                                     |
| Cod    | Nume                  | MUX 1       | MUX 2       | MUX 3       | MUX 4       | MUX 5         | Canale provizorii                                     |
| ------ | --------------------- | ----------- | ----------- | ----------- | ----------- | ------------- | ----------------------------------------------------- |
| ROU001 | Constanța             | C30 546 MHz | C44 658 MHz | C48 690 MHz | C21 474 MHz | E10 212,5 MHz | -                                                     |
| ROU002 | Călărași              | C36 594 MHz | C46 674 MHz | C47 682 MHz | C31 554 MHz | E7 191,5 MHz  | -                                                     |
| ROU003 | București             | C30 546 MHz | C37 602 MHz | C32 562 MHz | C34 578 MHz | E8 198,5 MHz  | -                                                     |
| ROU004 | Alexandria            | C42 642 MHz | C33 570 MHz | C35 586 MHz | C31 554 MHz | E6 184,5 MHz  | -                                                     |
| ROU005 | București (capitală)* | —           | —           | —           | —           | —             | -                                                     |
| ROU006 | Craiova               | C28 530 MHz | C37 602 MHz | C39 618 MHz | C34 578 MHz | E8 198,5 MHz  | -                                                     |
| ROU007 | Calafat               | C21 474 MHz | C33 570 MHz | C35 586 MHz | C31 554 MHz | E6 184,5 MHz  | -                                                     |
| ROU008 | Reșița                | C44 658 MHz | C36 594 MHz | C38 610 MHz | C34 578 MHz | E9 205,5 MHz  | -                                                     |
| ROU009 | Drobeta-Turnu Severin | C40 626 MHz | C25 506 MHz | C47 682 MHz | C31 554 MHz | E6 184,5 MHz  | -                                                     |
| ROU010 | Petroșani             | C29 538 MHz | C36 594 MHz | C38 610 MHz | C22 482 MHz | E9 205,5 MHz  | -                                                     |
| ROU011 | Râmnicu Vâlcea        | C27 522 MHz | C23 490 MHz | C26 514 MHz | C46 674 MHz | E5 177,5 MHz  | -                                                     |
| ROU012 | Ploiești              | C22 482 MHz | C41 634 MHz | C39 618 MHz | C21 474 MHz | E10 212,5 MHz | -                                                     |
| ROU013 | Buzău                 | C28 530 MHz | C44 658 MHz | C27 522 MHz | C45 666 MHz | E5 177,5 MHz  | -                                                     |
| ROU014 | Galați                | C24 498 MHz | C29 538 MHz | C26 514 MHz | C33 570 MHz | E6 184,5 MHz  | -                                                     |
| ROU015 | Tulcea                | C38 610 MHz | C41 634 MHz | C32 562 MHz | C35 586 MHz | E9 205,5 MHz  | -                                                     |
| ROU016 | nedefinit             | —           | —           | —           | —           | —             | -                                                     |
| ROU017 | Brașov                | C34 578 MHz | C29 538 MHz | C42 642 MHz | C35 586 MHz | E6 184,5 MHz  | -                                                     |
| ROU018 | Sibiu                 | C37 602 MHz | C28 530 MHz | C47 682 MHz | C43 650 MHz | E7 191,5 MHz  | -                                                     |
| ROU019 | Deva                  | C21 474 MHz | C23 490 MHz | C32 562 MHz | C45 666 MHz | E10 212,5 MHz | -                                                     |
| ROU020 | Făget                 | C28 530 MHz | C33 570 MHz | C26 514 MHz | C42 642 MHz | E5 177,5 MHz  | -                                                     |
| ROU021 | Timișoara             | C21 474 MHz | C46 674 MHz | C27 522 MHz | C47 682 MHz | E8 198,5 MHz  | MUX 2: C39 (până la coordonarea cu Serbia și Ungaria) |
| ROU022 | Arad                  | C21 474 MHz | C39 618 MHz | C35 586 MHz | C34 578 MHz | E8 198,5 MHz  | MUX 4: C47 (până la coordonarea cu Serbia și Ungaria) |
| ROU023 | Oradea                | C44 658 MHz | C25 506 MHz | C27 522 MHz | C45 666 MHz | E5 177,5 MHz  |                                                       |
| ROU024 | Bihor                 | C30 546 MHz | C36 594 MHz | C22 482 MHz | C43 650 MHz | E7 191,5 MHz  | MUX 3: C56 (până la coordonarea cu Ungaria)           |
| ROU025 | Cluj-Napoca           | C26 514 MHz | C33 570 MHz | C31 554 MHz | C42 642 MHz | E9 205,5 MHz  | -                                                     |
| ROU026 | Târgu Mureș           | C24 498 MHz | C25 506 MHz | C27 522 MHz | C36 594 MHz | E5 177,5 MHz  | -                                                     |
| ROU027 | Gheorgheni            | C32 562 MHz | C33 570 MHz | C31 554 MHz | C39 618 MHz | E8 198,5 MHz  | -                                                     |
| ROU028 | Piatra Neamț          | C26 514 MHz | C30 546 MHz | C27 522 MHz | C48 690 MHz | E10 212,5 MHz | -                                                     |
| ROU029 | Bacău                 | C39 618 MHz | C41 634 MHz | C35 586 MHz | C45 666 MHz | E5 177,5 MHz  | -                                                     |
| ROU030 | Iași                  | C43 650 MHz | C25 506 MHz | C44 658 MHz | C34 578 MHz | E9 205,5 MHz  | MUX 3: C58 (până la coordonarea cu Republica Moldova) |
| ROU031 | Botoșani              | C31 554 MHz | C28 530 MHz | C35 586 MHz | C45 666 MHz | E6 184,5 MHz  | MUX 2: C54 (până la coordonarea cu Republica Moldova) |
| ROU032 | Suceava               | C38 610 MHz | C41 634 MHz | C46 674 MHz | C42 642 MHz | E7 191,5 MHz  | -                                                     |
| ROU033 | Bistrița              | C40 626 MHz | C34 578 MHz | C22 482 MHz | C48 690 MHz | E6 184,5 MHz  | -                                                     |
| ROU034 | Sighet                | C32 562 MHz | C25 506 MHz | C26 514 MHz | C43 650 MHz | E5 177,5 MHz  | -                                                     |
| ROU035 | Zalău                 | C30 546 MHz | C23 490 MHz | C35 586 MHz | C39 618 MHz | E8 198,5 MHz  | -                                                     |
| ROU036 | Satu Mare             | C21 474 MHz | C37 602 MHz | C47 682 MHz | C28 530 MHz | E8 198,5 MHz  | -                                                     |
| ROU037 | nedefinit             | —           | —           | —           | —           | —             | -                                                     |
| ROU038 | nedefinit             | —           | —           | —           | —           | —             | -                                                     |
| ROU039 | Focșani               | C38 610 MHz | C25 506 MHz | C32 562 MHz | C21 474 MHz | E9 205,5 MHz  | MUX 3: C50 (până la coordonarea cu Republica Moldova) |
| ROU040 | Comănești             | C40 626 MHz | C23 490 MHz | C37 602 MHz | C36 594 MHz | E7 191,5 MHz  |                                                       |

* Alocare disponibilă doar pentru multiplexuri regionale și locale.
În continuare, pentru brevitate, prefixul ROU va fi omis.

### Multiplexuri naționale

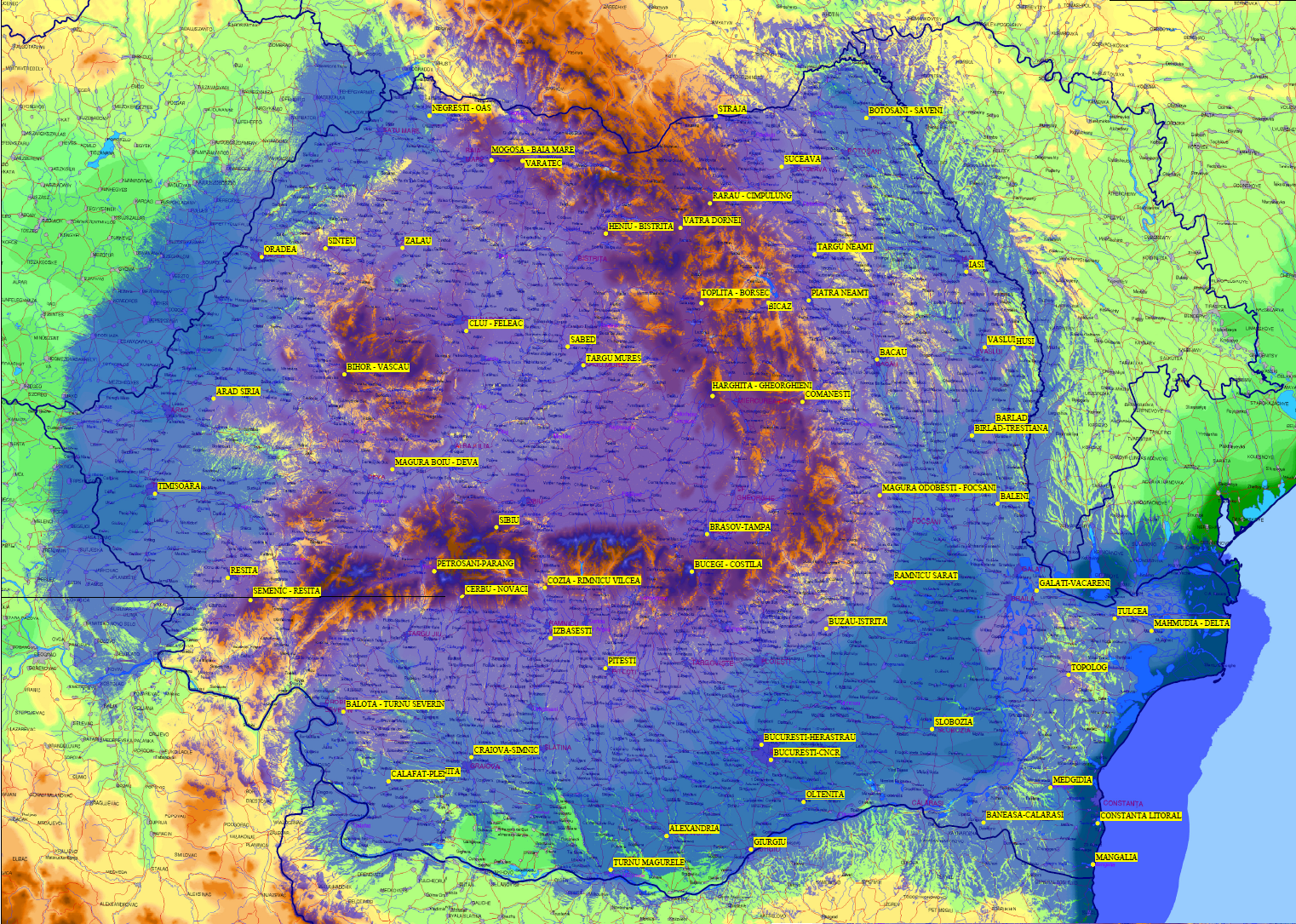
Harta semnalului digital-terestru în MUX 1; noiembrie 2016

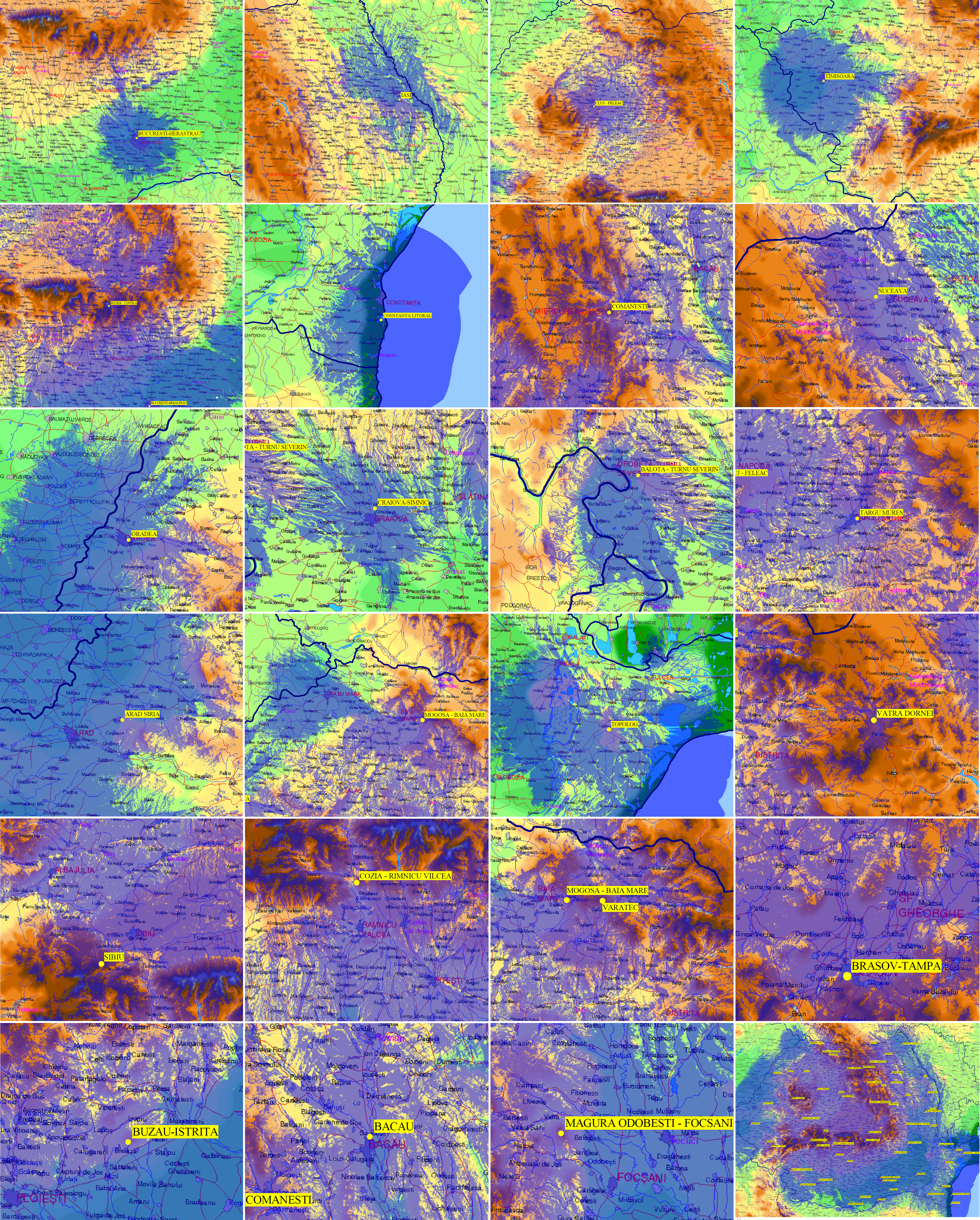
Evoluția implementării tehnologiei DVB-T2 în România în perioada iunie 2015-noiembrie 2016; principalele amplasamente.

Este planificată implementarea a 5 multiplexuri naționale: MUX 1, MUX 2, MUX 3, MUX 4 și MUX 5 (toate cu polarizare orizontală). Primele 4 multiplexuri vor funcționa doar în banda IV–V de UHF/UIF (ultraînaltă frecvență: canalele 21–48, 470–694 MHz), în timp ce MUX 5, doar în banda II–III de VHF/FIF (foarte înaltă frecvență: canalele 5–12, 174–230 MHz).
În urma unei licitații a ANCOM, Radiocom a câștigat pe 10 iunie 2014 trei multiplexuri (MUX 1, 2 și 4), însă a renunțat la două dintre ele (MUX 2 și 4) pe 5 decembrie 2019, acuzând contextul legislativ nefavorabil și lipsa de interes din partea posturilor private față de posibilitatea de a fi retransmise terestru. Potrivit Raportului public al Curții de Conturi pe anul 2019, realizat în decembrie 2020, Radiocom ar fi plătit 3,43 milioane de lei către ANCOM pentru achiziția celor două multiplexuri nefolosite și ar fi realizat un studiu tehnico-economic privind viabilitatea tranzacției abia mai târziu.
- Multiplexul nr. 1 (MUX 1): Transmite canalele naționale TVR în mod FTA (free-to-air). În prezent, este singurul multiplex național funcțional. Canalele prezente sunt: TVR 1, TVR 2, TVR 3, TVR Cultural, TVR Info, TVR Cluj, TVR Craiova, TVR Iași, TVR Timișoara, TVR Tîrgu Mureș, cu licențe începând din 10 ianuarie 2017. Acestea au o singură pistă audio (în română rum), EPG (ghid electronic de programe) și teletext. Transmisia timp de 3 luni a programelor SRTv prin compania de stat Radiocom costă 38 milioane de lei.[27]

- Multiplexurile nr. 2–5 (MUX 2–5): Vor fi destinate transmiterii programelor TV comerciale. Momentan, toate cele patru sunt neimplementate și fără proprietar. Frecvențele de funcționare în banda II–III de VHF/FIF (foarte înaltă frecvență: canalele 5–12, 174–230 MHz) au fost folosite de televiziunea analogică terestră pentru canalul TVR 1[1] până la termenul limită de 31 decembrie 2019 prevăzut de RRC-06[28] și cu încetarea prealabilă pe 1 mai 2018.[29]

| Multiplex | Canal           | Format imagine    | Sunet  | Limba      | PID                    | EPG | Teletext           |
| --------- | --------------- | ----------------- | ------ | ---------- | ---------------------- | --- | ------------------ |
| MUX 1     | TVR 1           | 16:9 (576i, SDTV) | Stereo | română rum | V 100 / A 110 / P 7001 |     | Nivel 2.5, West EU |
| MUX 1     | TVR 2           | 16:9 (576i, SDTV) | Stereo | română rum | V 200 / A 210 / P 7002 |     | Nivel 2.5, West EU |
| MUX 1     | TVR 3           | 16:9 (576i, SDTV) | Stereo | română rum | V 300 / A 310 / P 7003 |     | Nivel 2.5, West EU |
| MUX 1     | TVR Cluj        | 16:9 (576i, SDTV) | Stereo | română rum | V 400 / A 410 / P 7004 |     | Nivel 2.5, West EU |
| MUX 1     | TVR Craiova     | 16:9 (576i, SDTV) | Stereo | română rum | V 500 / A 510 / P 7005 |     | Nivel 2.5, West EU |
| MUX 1     | TVR Iași        | 16:9 (576i, SDTV) | Stereo | română rum | V 600 / A 610 / P 7006 |     | Nivel 2.5, West EU |
| MUX 1     | TVR Timișoara   | 16:9 (576i, SDTV) | Stereo | română rum | V 700 / A 710 / P 7007 |     | Nivel 2.5, West EU |
| MUX 1     | TVR Tîrgu-Mureș | 16:9 (576i, SDTV) | Stereo | română rum | V 800 / A 810 / P 7008 |     | Nivel 2.5, West EU |
| MUX 1     | TVR INFO        | 16:9 (576i, SDTV) | Stereo | română rum | V 900 / A 910 / P 7009 |     | Nivel 2.5, West EU |

#### Rețeaua MUX 1
Emițătoarele din 228 de amplasamente acoperă cu semnal suprafața României.
Inițial, în 2015 și 2016, Radiocom a realizat o rețea tranzitorie, cu echipamente analogice recondiționate instalate în 63 de amplasamente, acoperind aproximativ 90% din populația țării și 84% din suprafață. Singura alocare care nu a beneficiat de niciun amplasament a fost Făget (020).
Etapa finală a proiectului DVB-T2 a prevăzut punerea în funcțiune a 228 de amplasamente, înlocuind treptat rețeaua tranzitorie. Această etapă a început la 1 noiembrie 2019, ora 00:00 EET, prin pornirea emițătoarelor din șapte amplasamente. Radiocom a continuat inaugurarea amplasamentelor pe data de 1 a fiecărei luni, până la 1 decembrie 2020, inclusiv. Proiectul a fost finalizat la 16 decembrie 2020, cu un ultim set de amplasamente.
1. 008  Topleț
2. 011  Câmpulung Muscel
3. 012  Piscul Câinelui
4. 013  Pătârlagele
5. 013  Nehoiu
6. 019  Câmpeni
7. 019  Lupșa-Mușca
8. 024  Vadu Moților
9. 032  Câmpulung Moldovenesc
10. 032  Cotârgași
11. 032  Stulpicani
12. 039  Beceni

| Lista amplasamentelor pentru MUX 1 | Lista amplasamentelor pentru MUX 1 | Lista amplasamentelor pentru MUX 1 | Lista amplasamentelor pentru MUX 1 | Lista amplasamentelor pentru MUX 1 | Lista amplasamentelor pentru MUX 1 | Lista amplasamentelor pentru MUX 1                   |
| Alocare                            | Canal                              | Amplasament (jud.)                 | PTx (kW)                           | Inaugurare                         | Inaugurare                         | Note                                                 |
| Alocare                            | Canal                              | Amplasament (jud.)                 | PTx (kW)                           | Tranzitorie                        | Finală                             | Note                                                 |
| ---------------------------------- | ---------------------------------- | ---------------------------------- | ---------------------------------- | ---------------------------------- | ---------------------------------- | ---------------------------------------------------- |
| 001 Constanța                      | C30 546 MHz                        | Litoral (CT)                       | 2,5                                | 6 noiembrie 2015                   | 1 aprilie 2020                     | -                                                    |
| 001 Constanța                      | C30 546 MHz                        | Mangalia (CT)                      | 1,0                                | 7 octombrie 2016                   | 1 octombrie 2020                   | -                                                    |
| 001 Constanța                      | C30 546 MHz                        | Medgidia (CT)                      | 0,1                                | 13 octombrie 2016                  | 1 februarie 2020                   | În etapa tranzitorie a emis cu 0,05 kW.              |
| 001 Constanța                      | C30 546 MHz                        | Cernavodă (CT)                     | 0,1                                | —                                  | 1 aprilie 2020                     | -                                                    |
| 001 Constanța                      | C30 546 MHz                        | Movila Miresii (CT)                | 0,1                                | —                                  | 1 decembrie 2020                   | -                                                    |
| 001 Constanța                      | C30 546 MHz                        | Mircea Vodă (CT)                   | 0,1                                | —                                  | 1 decembrie 2020                   | -                                                    |
| 002 Călărași                       | C36 594 MHz                        | Băneasa (CT)                       | 2,5                                | 13 septembrie 2016                 | 1 mai 2020                         | -                                                    |
| 002 Călărași                       | C36 594 MHz                        | Slobozia (IL)                      | 0,5                                | 28 octombrie 2016                  | 1 martie 2020                      | -                                                    |
| 002 Călărași                       | C36 594 MHz                        | Dragoș Vodă (CL)                   | 0,5                                | —                                  | 1 ianuarie 2020                    | -                                                    |
| 002 Călărași                       | C36 594 MHz                        | Călărași (CL)                      | 0,1                                | —                                  | 1 martie 2020                      | -                                                    |
| 002 Călărași                       | C36 594 MHz                        | Hârșova (CT)                       | 0,1                                | —                                  | 1 decembrie 2020                   | -                                                    |
| 003 București                      | C30 546 MHz                        | Herăstrău (B)                      | 2,5                                | 17 iunie 2015                      | 1 aprilie 2020                     | -                                                    |
| 003 București                      | C30 546 MHz                        | Hotarele (GR)                      | 1,3                                | 15 septembrie 2016                 | 1 martie 2020                      | -                                                    |
| 003 București                      | C30 546 MHz                        | CNCR (B)                           | 2,5                                | 21 septembrie 2016                 | 1 ianuarie 2020                    | -                                                    |
| 003 București                      | C30 546 MHz                        | Giurgiu (GR)                       | 0,5                                | 20 octombrie 2016                  | 1 aprilie 2020                     | -                                                    |
| 003 București                      | C30 546 MHz                        | Adunații-Copăceni (GR)             | 0,5                                | —                                  | 1 decembrie 2020                   | -                                                    |
| 003 București                      | C30 546 MHz                        | Călăreți (CL)                      | 0,2                                | —                                  | 1 decembrie 2020                   | -                                                    |
| 003 București                      | C30 546 MHz                        | Răcari (DB)                        | 0,2                                | —                                  | 1 decembrie 2020                   | -                                                    |
| 004 Alexandria                     | C42 642 MHz                        | Alexandria (TR)                    | 1,0                                | 21 octombrie 2016                  | 1 martie 2020                      | În etapa tranzitorie a emis cu 0,5 kW.               |
| 004 Alexandria                     | C42 642 MHz                        | Turnu Măgurele (TR)                | 0,5                                | 23 octombrie 2016                  | 1 aprilie 2020                     | -                                                    |
| 004 Alexandria                     | C42 642 MHz                        | Lisa (TR)                          | 0,1                                | —                                  | 1 decembrie 2020                   | -                                                    |
| 004 Alexandria                     | C42 642 MHz                        | Lița (TR)                          | 0,1                                | —                                  | 1 decembrie 2020                   | -                                                    |
| 004 Alexandria                     | C42 642 MHz                        | Zimnicea (TR)                      | 0,5                                | —                                  | 1 decembrie 2020                   | -                                                    |
| 006 Craiova                        | C28 530 MHz                        | Craiova-Șimnic (DJ)                | 1,3                                | 23 noiembrie 2015                  | 1 octombrie 2020                   | -                                                    |
| 006 Craiova                        | C28 530 MHz                        | Dăbuleni (DJ)                      | 0,05                               | —                                  | 1 noiembrie 2020                   | -                                                    |
| 006 Craiova                        | C28 530 MHz                        | Priseaca (OT)                      | 0,5                                | —                                  | 1 decembrie 2020                   | -                                                    |
| 006 Craiova                        | C28 530 MHz                        | Segarcea (DJ)                      | 0,5                                | —                                  | 1 decembrie 2020                   | -                                                    |
| 006 Craiova                        | C28 530 MHz                        | Corabia (OT)                       | 0,2                                | —                                  | 16 decembrie 2020                  | -                                                    |
| 007 Calafat                        | C27 522 MHz                        | Calafat-Plenița (DJ)               | 1,0                                | 21 octombrie 2016                  | 1 octombrie 2020                   | Canalul nu corespunde cu cel din planul ANCOM (C21). |
| 008 Reșița                         | C44 658 MHz                        | Semenic (CS)                       | 2,5                                | 3 august 2016                      | 1 septembrie 2020                  |                                                      |
| 008 Reșița                         | C44 658 MHz                        | Reșița (CS)                        | 1,0                                | 22 octombrie 2016                  | 1 septembrie 2020                  | În etapa tranzitorie a emis cu 0,5 kW.               |
| 008 Reșița                         | C44 658 MHz                        | Bocșa (CS)                         | 0,02                               | —                                  | 1 aprilie 2020                     | -                                                    |
| 008 Reșița                         | C44 658 MHz                        | Carașova (CS)                      | 0,01                               | —                                  | 1 aprilie 2020                     | -                                                    |
| 008 Reșița                         | C44 658 MHz                        | Sadova Veche (CS)                  | 0,05                               | —                                  | 1 aprilie 2020                     | -                                                    |
| 008 Reșița                         | C44 658 MHz                        | Maciova (CS)                       | 0,5                                | —                                  | 1 aprilie 2020                     | -                                                    |
| 008 Reșița                         | C44 658 MHz                        | Topleț (CS)                        | 0,1                                | —                                  | 1 decembrie 2020                   | -                                                    |
| 008 Reșița                         | C44 658 MHz                        | Bozovici (CS)                      | 0,2                                | —                                  | 1 decembrie 2020                   | -                                                    |
| 008 Reșița                         | C44 658 MHz                        | Pojejena (CS)                      | 0,2                                | —                                  | 1 decembrie 2020                   | -                                                    |
| 008 Reșița                         | C44 658 MHz                        | Oravița (CS)                       | 0,2                                | —                                  | 1 decembrie 2020                   | -                                                    |
| 008 Reșița                         | C44 658 MHz                        | Mehadia (CS)                       | 0,1                                | —                                  | 1 decembrie 2020                   | -                                                    |
| 008 Reșița                         | C44 658 MHz                        | Moldova Nouă (CS)                  | 0,1                                | —                                  | 1 decembrie 2020                   | -                                                    |
| 008 Reșița                         | C44 658 MHz                        | Sasca Montană (CS)                 | 0,05                               | —                                  | 1 decembrie 2020                   | -                                                    |
| 008 Reșița                         | C44 658 MHz                        | Domașnea (CS)                      | 0,1                                | —                                  | 1 decembrie 2020                   | -                                                    |
| 008 Reșița                         | C44 658 MHz                        | Orșova (MH)                        | 0,05                               | —                                  | 1 decembrie 2020                   | -                                                    |
| 009 Drobeta                        | C40 626 MHz                        | Balota (MH)                        | 2,5                                | 24 noiembrie 2015                  | 1 octombrie 2020                   | -                                                    |
| 009 Drobeta                        | C40 626 MHz                        | Mehadica (CS)                      | 0,1                                | —                                  | 1 decembrie 2020                   | -                                                    |
| 009 Drobeta                        | C40 626 MHz                        | Herculane (CS)                     | 0,2                                | —                                  | 1 decembrie 2020                   | -                                                    |
| 010 Petroșani                      | C22 482 MHz                        | Cerbu-Novaci (GJ)                  | 2,5                                | 24 septembrie 2016                 | 1 august 2020                      | Canalul nu corespunde cu cel din planul ANCOM (C29). |
| 010 Petroșani                      | C22 482 MHz                        | Parâng (HD)                        | 1,3                                | 27 septembrie 2016                 | 1 ianuarie 2020                    | Canalul nu corespunde cu cel din planul ANCOM (C29). |
| 010 Petroșani                      | C22 482 MHz                        | Strehaia (MH)                      | 0,5                                | —                                  | 1 noiembrie 2020                   | Canalul nu corespunde cu cel din planul ANCOM (C29). |
| 010 Petroșani                      | C22 482 MHz                        | Voineasa (VL)                      | 0,2                                | —                                  | 1 decembrie 2020                   | Canalul nu corespunde cu cel din planul ANCOM (C29). |
| 011 Rm. Vâlcea                     | C27 522 MHz                        | Cozia (VL)                         | 1,3                                | 17 mai 2016                        | 1 ianuarie 2020                    | -                                                    |
| 011 Rm. Vâlcea                     | C27 522 MHz                        | Pitești (AG)                       | 1,3                                | 16 septembrie 2016                 | 1 mai 2020                         | -                                                    |
| 011 Rm. Vâlcea                     | C27 522 MHz                        | Izbășești (VL)                     | 0,5                                | 22 octombrie 2016                  | 1 februarie 2020                   | -                                                    |
| 011 Rm. Vâlcea                     | C27 522 MHz                        | Câmpulung Muscel (AG)              | 0,5                                | —                                  | 1 ianuarie 2020                    | -                                                    |
| 011 Rm. Vâlcea                     | C27 522 MHz                        | Curtea de Argeș (AG)               | 0,2                                | —                                  | 1 ianuarie 2020                    | -                                                    |
| 011 Rm. Vâlcea                     | C27 522 MHz                        | Morărești (AG)                     | 0,5                                | —                                  | 1 februarie 2020                   | -                                                    |
| 011 Rm. Vâlcea                     | C27 522 MHz                        | Corbeni (AG)                       | 0,05                               | —                                  | 1 februarie 2020                   | -                                                    |
| 011 Rm. Vâlcea                     | C27 522 MHz                        | Perișani (VL)                      | 0,2                                | —                                  | 1 martie 2020                      | -                                                    |
| 011 Rm. Vâlcea                     | C27 522 MHz                        | Nucșoara (AG)                      | 0,1                                | —                                  | 1 aprilie 2020                     | -                                                    |
| 011 Rm. Vâlcea                     | C27 522 MHz                        | Coada Smeurei (AG)                 | 1,0                                | —                                  | 1 aprilie 2020                     | -                                                    |
| 012 Ploiești                       | C22 482 MHz                        | Bucegi-Coștila (PH)                | 5,0                                | 12 octombrie 2015                  | 1 noiembrie 2020                   | Până la 12 septembrie 2016, a emis în canalul C21.   |
| 012 Ploiești                       | C22 482 MHz                        | Malu cu Flori (DB)                 | 0,05                               | —                                  | 1 ianuarie 2020                    | -                                                    |
| 012 Ploiești                       | C22 482 MHz                        | Vălenii de Munte (PH)              | 0,05                               | —                                  | 1 ianuarie 2020                    | -                                                    |
| 012 Ploiești                       | C22 482 MHz                        | Comarnic (PH)                      | 0,1                                | —                                  | 1 ianuarie 2020                    | -                                                    |
| 012 Ploiești                       | C22 482 MHz                        | Poiana Mare (PH)                   | 0,1                                | —                                  | 1 ianuarie 2020                    | -                                                    |
| 012 Ploiești                       | C22 482 MHz                        | Piscul Câinelui (PH)               | 0,1                                | —                                  | 1 martie 2020                      | -                                                    |
| 012 Ploiești                       | C22 482 MHz                        | Arionești (PH)                     | 0,5                                | —                                  | 1 decembrie 2020                   | -                                                    |
| 012 Ploiești                       | C22 482 MHz                        | Posești (PH)                       | 0,1                                | —                                  | 1 decembrie 2020                   | -                                                    |
| 012 Ploiești                       | C22 482 MHz                        | Târgoviște (DB)                    | 1,0                                | —                                  | 1 decembrie 2020                   | -                                                    |
| 013 Buzău                          | C28 530 MHz                        | Buzău-Istrița (BZ)                 | 1,3                                | 7 iunie 2016                       | 1 decembrie 2019                   | -                                                    |
| 013 Buzău                          | C28 530 MHz                        | Cernătești (BZ)                    | 0,2                                | —                                  | 1 ianuarie 2020                    | -                                                    |
| 013 Buzău                          | C28 530 MHz                        | Pătârlagele (BZ)                   | 0,1                                | —                                  | 1 ianuarie 2020                    | -                                                    |
| 013 Buzău                          | C28 530 MHz                        | Lopătari (BZ)                      | 0,1                                | —                                  | 1 mai 2020                         | -                                                    |
| 013 Buzău                          | C28 530 MHz                        | Nehoiu (BZ)                        | 0,02                               | —                                  | 1 decembrie 2020                   | -                                                    |
| 013 Buzău                          | C28 530 MHz                        | Sărata-Monteoru (BZ)               | 0,1                                | —                                  | 1 decembrie 2020                   | -                                                    |
| 013 Buzău                          | C28 530 MHz                        | Pardoși (BZ)                       | 0,1                                | —                                  | 1 decembrie 2020                   | -                                                    |
| 014 Galați                         | C24 498 MHz                        | Galați-Văcăreni (TL)               | 1,3                                | 24 septembrie 2016                 | 1 ianuarie 2020                    | -                                                    |
| 014 Galați                         | C24 498 MHz                        | Băleni (GL)                        | 0,5                                | 22 octombrie 2016                  | 1 decembrie 2019                   | În etapa tranzitorie, a emis cu 0,2 kW.              |
| 014 Galați                         | C24 498 MHz                        | Niculițel (TL)                     | 0,02                               | —                                  | 1 ianuarie 2020                    | -                                                    |
| 014 Galați                         | C24 498 MHz                        | Pechea (GL)                        | 0,2                                | —                                  | 1 aprilie 2020                     | -                                                    |
| 015 Tulcea                         | C38 610 MHz                        | Topolog (TL)                       | 1,3                                | 18 decembrie 2015                  | 1 ianuarie 2020                    | Până la 1 noiembrie 2016 a emis în canalul C35.      |
| 015 Tulcea                         | C38 610 MHz                        | Mahmudia (TL)                      | 1,3                                | 13 septembrie 2016                 | 1 februarie 2020                   | -                                                    |
| 015 Tulcea                         | C38 610 MHz                        | Tulcea (TL)                        | 1,3                                | 13 septembrie 2016                 | 1 aprilie 2020                     | -                                                    |
| 015 Tulcea                         | C38 610 MHz                        | Sulina (TL)                        | 0,05                               | —                                  | 1 ianuarie 2020                    | -                                                    |
| 017 Brașov                         | C35 586 MHz                        | Brașov-Tâmpa (BV)                  | 1,3                                | 27 mai 2016                        | 1 ianuarie 2020                    | Canalul nu corespunde cu cel din planul ANCOM (C34). |
| 017 Brașov                         | C35 586 MHz                        | Boroșneu Mare (CV)                 | 0,05                               | —                                  | 1 ianuarie 2020                    | Canalul nu corespunde cu cel din planul ANCOM (C34). |
| 017 Brașov                         | C35 586 MHz                        | Covasna (CV)                       | 0,1                                | —                                  | 1 noiembrie 2020                   | Canalul nu corespunde cu cel din planul ANCOM (C34). |
| 017 Brașov                         | C35 586 MHz                        | Sfântu Gheorghe (CV)               | 0,05                               | —                                  | 1 noiembrie 2020                   | Canalul nu corespunde cu cel din planul ANCOM (C34). |
| 017 Brașov                         | C35 586 MHz                        | Baraolt (CV)                       | 0,1                                | —                                  | 1 decembrie 2020                   | Canalul nu corespunde cu cel din planul ANCOM (C34). |
| 017 Brașov                         | C35 586 MHz                        | Târgu Secuiesc (CV)                | 0,1                                | —                                  | 1 decembrie 2020                   | Inițial amplasat la Ghelința.                        |
| 018 Sibiu                          | C37 602 MHz                        | Sibiu-Păltiniș (SB)                | 2,5                                | 16 mai 2016                        | 1 iunie 2020                       | -                                                    |
| 018 Sibiu                          | C37 602 MHz                        | Râu Sadului (SB)                   | 0,01                               | —                                  | 1 ianuarie 2020                    | -                                                    |
| 018 Sibiu                          | C37 602 MHz                        | Mediaș (SB)                        | 0,2                                | —                                  | 1 februarie 2020                   | -                                                    |
| 018 Sibiu                          | C37 602 MHz                        | Sighișoara (MS)                    | 0,2                                | —                                  | 16 decembrie 2020                  | -                                                    |
| 018 Sibiu                          | C37 602 MHz                        | Dealul Ciuhei (MS)                 | 0,5                                | —                                  | 16 decembrie 2020                  | -                                                    |
| 019 Deva                           | C21 474 MHz                        | Măgura Boiu-Deva (HD)              | 2,5                                | 1 august 2016                      | 1 august 2020                      | -                                                    |
| 019 Deva                           | C21 474 MHz                        | Cicău (AB)                         | 0,2                                | —                                  | 1 februarie 2020                   | -                                                    |
| 019 Deva                           | C21 474 MHz                        | Hunedoara (HD)                     | 0,5                                | —                                  | 1 decembrie 2020                   | -                                                    |
| 019 Deva                           | C21 474 MHz                        | Certeju de Sus (HD)                | 0,5                                | —                                  | 1 decembrie 2020                   | -                                                    |
| 019 Deva                           | C21 474 MHz                        | Sălciua (AB)                       | 0,05                               | —                                  | 16 decembrie 2020                  | -                                                    |
| 019 Deva                           | C21 474 MHz                        | Abrud (AB)                         | 0,1                                | —                                  | 16 decembrie 2020                  | -                                                    |
| 019 Deva                           | C21 474 MHz                        | Câmpeni (AB)                       | 0,1                                | —                                  | 16 decembrie 2020                  | -                                                    |
| 019 Deva                           | C21 474 MHz                        | Vârful Stânii (AB)                 | 0,2                                | —                                  | 16 decembrie 2020                  | -                                                    |
| 019 Deva                           | C21 474 MHz                        | Lupșa-Mușca (AB)                   | 0,02                               | —                                  | 16 decembrie 2020                  | -                                                    |
| 020 Făget                          | C37 602 MHz                        | Făget-Coșevița (TM)                | 0,5                                | —                                  | 1 decembrie 2019                   | Canalul nu corespunde cu cel din planul ANCOM (C28). |
| 020 Făget                          | C37 602 MHz                        | Hațeg (HD)                         | 0,1                                | —                                  | 1 aprilie 2020                     | Canalul nu corespunde cu cel din planul ANCOM (C28). |
| 020 Făget                          | C37 602 MHz                        | Vorța (HD)                         | 0,2                                | —                                  | 1 mai 2020                         | Canalul nu corespunde cu cel din planul ANCOM (C28). |
| 020 Făget                          | C37 602 MHz                        | Ghelari (HD)                       | 0,1                                | —                                  | 1 decembrie 2020                   | Canalul nu corespunde cu cel din planul ANCOM (C28). |
| 020 Făget                          | C37 602 MHz                        | Căpâlnaș (AR)                      | 0,05                               | —                                  | 1 decembrie 2020                   | Canalul nu corespunde cu cel din planul ANCOM (C28). |
| 020 Făget                          | C37 602 MHz                        | Zam (HD)                           | 0,05                               | —                                  | 1 decembrie 2020                   | Canalul nu corespunde cu cel din planul ANCOM (C28). |
| 021 Timișoara                      | C21 474 MHz                        | Timișoara-Urseni (TM)              | 5,0                                | 24 iunie 2015                      | 1 noiembrie 2019                   | -                                                    |
| 021 Timișoara                      | C21 474 MHz                        | Sacoșu Mare (TM)                   | 0,5                                | —                                  | 1 aprilie 2020                     | -                                                    |
| 022 Arad                           | C21 474 MHz                        | Arad-Șiria (AR)                    | 2,5                                | 27 noiembrie 2015                  | 1 august 2020                      | -                                                    |
| 022 Arad                           | C21 474 MHz                        | Lipova (AR)                        | 0,1                                | —                                  | 1 decembrie 2020                   | -                                                    |
| 023 Oradea                         | C44 658 MHz                        | Oradea (BH)                        | 2,5                                | 19 noiembrie 2015                  | 1 august 2020                      | -                                                    |
| 023 Oradea                         | C44 658 MHz                        | Șinteu (BH)                        | 0,5                                | 14 octombrie 2016                  | 1 noiembrie 2020                   | -                                                    |
| 023 Oradea                         | C44 658 MHz                        | Dealu cu Pini (BH)                 | 1,0                                | —                                  | 1 noiembrie 2020                   | -                                                    |
| 024 Bihor                          | C30 546 MHz                        | Bihor (AB)                         | 1,3                                | 15 septembrie 2016                 | 1 august 2020                      | -                                                    |
| 024 Bihor                          | C30 546 MHz                        | Vadu Moților (AB)                  | 0,02                               | —                                  | 1 ianuarie 2020                    | -                                                    |
| 024 Bihor                          | C30 546 MHz                        | Avram Iancu (AB)                   | 0,02                               | —                                  | 1 decembrie 2020                   | -                                                    |
| 024 Bihor                          | C30 546 MHz                        | Scărișoara (AB)                    | 0,01                               | —                                  | 1 decembrie 2020                   | -                                                    |
| 024 Bihor                          | C30 546 MHz                        | Moneasa (AR)                       | 0,1                                | —                                  | 1 decembrie 2020                   | -                                                    |
| 024 Bihor                          | C30 546 MHz                        | Brad (HD)                          | 0,1                                | —                                  | 1 decembrie 2020                   | -                                                    |
| 025 Cluj-Napoca                    | C26 514 MHz                        | Cluj-Feleac (CJ)                   | 2,5                                | 18 iunie 2015                      | 1 iulie 2020                       | -                                                    |
| 025 Cluj-Napoca                    | C26 514 MHz                        | Liteni (CJ)                        | 0,1                                | —                                  | 1 noiembrie 2019                   | -                                                    |
| 025 Cluj-Napoca                    | C26 514 MHz                        | Huedin (CJ)                        | 0,2                                | —                                  | 1 noiembrie 2019                   | -                                                    |
| 025 Cluj-Napoca                    | C26 514 MHz                        | Plaiul Măgurii (CJ)                | 0,5                                | —                                  | 1 decembrie 2019                   | -                                                    |
| 025 Cluj-Napoca                    | C26 514 MHz                        | Iara (CJ)                          | 0,1                                | —                                  | 1 martie 2020                      | -                                                    |
| 025 Cluj-Napoca                    | C26 514 MHz                        | Valea Ierii (CJ)                   | 0,01                               | —                                  | 1 noiembrie 2020                   | -                                                    |
| 025 Cluj-Napoca                    | C26 514 MHz                        | Poșaga (AB)                        | 0,05                               | —                                  | 1 decembrie 2020                   | -                                                    |
| 025 Cluj-Napoca                    | C26 514 MHz                        | Poieni (CJ)                        | 0,2                                | —                                  | 1 decembrie 2020                   | -                                                    |
| 025 Cluj-Napoca                    | C26 514 MHz                        | Ocoliș (CJ)                        | 0,02                               | —                                  | 1 decembrie 2020                   | -                                                    |
| 025 Cluj-Napoca                    | C26 514 MHz                        | Mărgău (CJ)                        | 0,02                               | —                                  | 1 decembrie 2020                   | -                                                    |
| 026 Târgu Mureș                    | C24 498 MHz                        | Târgu Mureș (MS)                   | 1,3                                | 25 noiembrie 2015                  | 1 iulie 2020                       | Până la 31 iulie 2016 a emis în canalul C25.         |
| 026 Târgu Mureș                    | C24 498 MHz                        | Săbed (MS)                         | 0,5                                | 16 octombrie 2016                  | 1 octombrie 2020                   | -                                                    |
| 026 Târgu Mureș                    | C24 498 MHz                        | Deag (MS)                          | 0,1                                | —                                  | 1 aprilie 2020                     | -                                                    |
| 026 Târgu Mureș                    | C24 498 MHz                        | Silivașu de Câmpie (BN)            | 0,5                                | —                                  | 1 aprilie 2020                     | -                                                    |
| 026 Târgu Mureș                    | C24 498 MHz                        | Reghin (MS)                        | 0,2                                | —                                  | 1 decembrie 2020                   | -                                                    |
| 026 Târgu Mureș                    | C24 498 MHz                        | Blaj (AB)                          | 0,2                                | —                                  | 16 decembrie 2020                  | -                                                    |
| 026 Târgu Mureș                    | C24 498 MHz                        | Praid (HR)                         | 0,1                                | —                                  | 16 decembrie 2020                  | -                                                    |
| 026 Târgu Mureș                    | C24 498 MHz                        | Aiud (AB)                          | 0,1                                | —                                  | 16 decembrie 2020                  | -                                                    |
| 027 Gheorgheni                     | C32 562 MHz                        | Toplița-Borsec (HR)                | 1,3                                | 23 septembrie 2016                 | 1 septembrie 2020                  | -                                                    |
| 027 Gheorgheni                     | C32 562 MHz                        | Harghita (HR)                      | 2,5                                | 1 octombrie 2016                   | 1 noiembrie 2020                   | -                                                    |
| 027 Gheorgheni                     | C32 562 MHz                        | Bicaz Ardelean (NT)                | 0,05                               | —                                  | 1 februarie 2020                   | -                                                    |
| 027 Gheorgheni                     | C32 562 MHz                        | Ciumani (HR)                       | 0,2                                | —                                  | 1 decembrie 2020                   | -                                                    |
| 027 Gheorgheni                     | C32 562 MHz                        | Sovata (MS)                        | 0,1                                | —                                  | 1 decembrie 2020                   | -                                                    |
| 027 Gheorgheni                     | C32 562 MHz                        | Dealu (HR)                         | 0,1                                | —                                  | 1 decembrie 2020                   | -                                                    |
| 027 Gheorgheni                     | C32 562 MHz                        | Sărățeni (MS)                      | 0,5                                | —                                  | 1 decembrie 2020                   | -                                                    |
| 027 Gheorgheni                     | C32 562 MHz                        | Bălan (HR)                         | 0,02                               | —                                  | 1 decembrie 2020                   | Inițial planificat la Ghimeș-Făget.                  |
| 028 Piatra Neamț                   | C26 514 MHz                        | Piatra Neamț (NT)                  | 1,3                                | 14 septembrie 2016                 | 1 martie 2020                      | -                                                    |
| 028 Piatra Neamț                   | C26 514 MHz                        | Bicaz (NT)                         | 0,1                                | 27 octombrie 2016                  | 1 decembrie 2020                   | -                                                    |
| 028 Piatra Neamț                   | C26 514 MHz                        | Târgu Neamț (NT)                   | 0,2                                | 30 octombrie 2016                  | 1 august 2020                      | -                                                    |
| 028 Piatra Neamț                   | C26 514 MHz                        | Pângărați (NT)                     | 0,1                                | —                                  | 1 ianuarie 2020                    | -                                                    |
| 028 Piatra Neamț                   | C26 514 MHz                        | Pârjol (BC)                        | 0,1                                | —                                  | 1 februarie 2020                   | -                                                    |
| 028 Piatra Neamț                   | C26 514 MHz                        | Râșca (SV)                         | 0,1                                | —                                  | 1 februarie 2020                   | -                                                    |
| 028 Piatra Neamț                   | C26 514 MHz                        | Asău (BC)                          | 0,1                                | —                                  | 1 decembrie 2020                   | -                                                    |
| 028 Piatra Neamț                   | C26 514 MHz                        | Poiana Teiului (NT)                | 0,1                                | —                                  | 1 decembrie 2020                   | -                                                    |
| 028 Piatra Neamț                   | C26 514 MHz                        | Farcașa (NT)                       | 0,01                               | —                                  | 1 decembrie 2020                   | -                                                    |
| 028 Piatra Neamț                   | C26 514 MHz                        | Tarcău (NT)                        | 0,01                               | —                                  | 1 decembrie 2020                   | Inițial planificat la Mădei.                         |
| 028 Piatra Neamț                   | C26 514 MHz                        | Borca (NT)                         | 0,02                               | —                                  | 1 decembrie 2020                   | -                                                    |
| 028 Piatra Neamț                   | C26 514 MHz                        | Ceahlău (NT)                       | 0,1                                | —                                  | 16 decembrie 2020                  | -                                                    |
| 029 Bacău                          | C39 618 MHz                        | Bacău (BC)                         | 2,5                                | 10 iunie 2016                      | 1 iulie 2020                       | -                                                    |
| 029 Bacău                          | C39 618 MHz                        | Vaslui (VS)                        | 2,5                                | 13 august 2016                     | 1 decembrie 2019                   | -                                                    |
| 029 Bacău                          | C39 618 MHz                        | Bârlad (VS)                        | 2,5                                | 1 octombrie 2016                   | 1 decembrie 2019                   | -                                                    |
| 029 Bacău                          | C39 618 MHz                        | Huși (VS)                          | 0,1                                | 21 octombrie 2016                  | 1 iunie 2020                       | -                                                    |
| 029 Bacău                          | C39 618 MHz                        | Bârlad-Trestiana (VS)              | 0,5                                | 22 octombrie 2016                  | 1 august 2020                      | -                                                    |
| 029 Bacău                          | C39 618 MHz                        | Negrești-Vaslui (VS)               | 0,2                                | —                                  | 1 decembrie 2019                   | -                                                    |
| 029 Bacău                          | C39 618 MHz                        | Sascut (BC)                        | 0,5                                | —                                  | 1 februarie 2020                   | -                                                    |
| 029 Bacău                          | C39 618 MHz                        | Gohor (GL)                         | 0,05                               | —                                  | 1 decembrie 2020                   | Inițial planificat la Moșna.                         |
| 030 Iași                           | C43 650 MHz                        | Iași-Pietrăria (IS)                | 2,5                                | 18 iunie 2015                      | 1 iulie 2020                       | Până la 23 august 2016, a emis în canalul C25.       |
| 030 Iași                           | C43 650 MHz                        | Pașcani (IS)                       | 0,1                                | —                                  | 1 ianuarie 2020                    | -                                                    |
| 030 Iași                           | C43 650 MHz                        | Tansa (IS)                         | 0,1                                | —                                  | 1 martie 2020                      | -                                                    |
| 030 Iași                           | C43 650 MHz                        | Breazu (IS)                        | 0,5                                | —                                  | 1 mai 2020                         | -                                                    |
| 030 Iași                           | C43 650 MHz                        | Probota (IS)                       | 1,0                                | —                                  | 1 noiembrie 2020                   | -                                                    |
| 030 Iași                           | C43 650 MHz                        | Soci (IS)                          | 0,5                                | —                                  | 1 decembrie 2020                   | -                                                    |
| 031 Botoșani                       | C31 554 MHz                        | Botoșani-Săveni (BT)               | 2,5                                | 29 septembrie 2016                 | 1 august 2020                      | -                                                    |
| 031 Botoșani                       | C31 554 MHz                        | Rădăuți-Prut (BT)                  | 0,05                               | —                                  | 1 aprilie 2020                     | -                                                    |
| 031 Botoșani                       | C31 554 MHz                        | Teioasa-Darabani (BT)              | 0,1                                | —                                  | 1 decembrie 2020                   | -                                                    |
| 032 Suceava                        | C38 610 MHz                        | Suceava (SV)                       | 2,5                                | 13 noiembrie 2015                  | 1 august 2020                      | -                                                    |
| 032 Suceava                        | C38 610 MHz                        | Rarău (SV)                         | 2,5                                | 4 august 2016                      | 1 august 2020                      | -                                                    |
| 032 Suceava                        | C38 610 MHz                        | Straja (SV)                        | 0,5                                | 1 noiembrie 2016                   | 1 septembrie 2020                  | -                                                    |
| 032 Suceava                        | C38 610 MHz                        | Câmpulung Moldovenesc (SV)         | 0,1                                | —                                  | 1 noiembrie 2019                   | -                                                    |
| 032 Suceava                        | C38 610 MHz                        | Gura Humorului (SV)                | 0,1                                | —                                  | 1 decembrie 2019                   | -                                                    |
| 032 Suceava                        | C38 610 MHz                        | Fundu Moldovei (SV)                | 0,05                               | —                                  | 1 ianuarie 2020                    | -                                                    |
| 032 Suceava                        | C38 610 MHz                        | Putna (SV)                         | 0,1                                | —                                  | 1 ianuarie 2020                    | -                                                    |
| 032 Suceava                        | C38 610 MHz                        | Siret (SV)                         | 0,1                                | —                                  | 1 decembrie 2020                   | -                                                    |
| 032 Suceava                        | C38 610 MHz                        | Ulma (SV)                          | 0,2                                | —                                  | 1 decembrie 2020                   | -                                                    |
| 032 Suceava                        | C38 610 MHz                        | Pipirig (NT)                       | 0,2                                | —                                  | 1 decembrie 2020                   | -                                                    |
| 032 Suceava                        | C38 610 MHz                        | Crucea (SV)                        | 0,02                               | —                                  | 1 decembrie 2020                   | -                                                    |
| 032 Suceava                        | C38 610 MHz                        | Moldovița (SV)                     | 0,02                               | —                                  | 1 decembrie 2020                   | -                                                    |
| 032 Suceava                        | C38 610 MHz                        | Cotârgași (SV)                     | 0,01                               | —                                  | 1 decembrie 2020                   | -                                                    |
| 032 Suceava                        | C38 610 MHz                        | Stulpicani (SV)                    | 0,02                               | —                                  | 1 decembrie 2020                   | Inițial planificat la Broșteni.                      |
| 033 Bistrița                       | C40 626 MHz                        | Vatra Dornei (SV)                  | 0,5                                | 1 mai 2016                         | 1 august 2020                      | -                                                    |
| 033 Bistrița                       | C40 626 MHz                        | Bistrița-Heniu (BN)                | 1,3                                | 29 septembrie 2016                 | 1 august 2020                      | -                                                    |
| 033 Bistrița                       | C40 626 MHz                        | Șanț (BN)                          | 0,1                                | —                                  | 1 noiembrie 2019                   | -                                                    |
| 033 Bistrița                       | C40 626 MHz                        | Năsăud (BN)                        | 0,1                                | —                                  | 16 decembrie 2020                  | -                                                    |
| 033 Bistrița                       | C40 626 MHz                        | Sângeorz-Băi (BN)                  | 0,1                                | —                                  | 16 decembrie 2020                  | -                                                    |
| 033 Bistrița                       | C40 626 MHz                        | Rodna (BN)                         | 0,01                               | —                                  | 16 decembrie 2020                  | -                                                    |
| 034 Sighet                         | C32 562 MHz                        | Văratec (MM)                       | 2,5                                | 20 mai 2016                        | 1 septembrie 2020                  | -                                                    |
| 034 Sighet                         | C32 562 MHz                        | Borșa (MM)                         | 0,1                                | —                                  | 1 noiembrie 2019                   | -                                                    |
| 034 Sighet                         | C32 562 MHz                        | Vișeu (MM)                         | 0,05                               | —                                  | 1 noiembrie 2020                   | -                                                    |
| 034 Sighet                         | C32 562 MHz                        | Poienile de sub Munte (MM)         | 0,1                                | —                                  | 1 decembrie 2020                   | -                                                    |
| 034 Sighet                         | C32 562 MHz                        | Moisei (MM)                        | 0,1                                | —                                  | 1 decembrie 2020                   | -                                                    |
| 034 Sighet                         | C32 562 MHz                        | Sighet (MM)                        | 0,2                                | —                                  | 1 decembrie 2020                   | -                                                    |
| 035 Zalău                          | C30 546 MHz                        | Zalău (SJ)                         | 1,3                                | 17 septembrie 2016                 | 1 iulie 2020                       | -                                                    |
| 035 Zalău                          | C30 546 MHz                        | Dej (CJ)                           | 0,2                                | —                                  | 1 noiembrie 2019                   | -                                                    |
| 035 Zalău                          | C30 546 MHz                        | Hida (SJ)                          | 0,01                               | —                                  | 16 decembrie 2020                  | -                                                    |
| 035 Zalău                          | C30 546 MHz                        | Gârbou (SJ)                        | 0,05                               | —                                  | 16 decembrie 2020                  | -                                                    |
| 035 Zalău                          | C30 546 MHz                        | Cristolț (SJ)                      | 0,02                               | —                                  | 16 decembrie 2020                  | -                                                    |
| 036 Satu Mare                      | C21 474 MHz                        | Mogoșa-Baia Mare (MM)              | 2,5                                | 17 decembrie 2015                  | 1 septembrie 2020                  | Până la 4 septembrie 2016 a emis în canalul C37.     |
| 036 Satu Mare                      | C21 474 MHz                        | Negrești-Oaș (SM)                  | 1,0                                | 21 octombrie 2016                  | 1 decembrie 2020                   | -                                                    |
| 036 Satu Mare                      | C21 474 MHz                        | Ferneziu (MM)                      | 0,1                                | —                                  | 1 decembrie 2019                   | -                                                    |
| 036 Satu Mare                      | C21 474 MHz                        | Porț (SJ)                          | 0,2                                | —                                  | 1 decembrie 2020                   | -                                                    |
| 036 Satu Mare                      | C21 474 MHz                        | Cehu Silvaniei (SJ)                | 0,1                                | —                                  | 1 decembrie 2020                   | -                                                    |
| 036 Satu Mare                      | C21 474 MHz                        | Câmpulung la Tisa (MM)             | 0,05                               | —                                  | 1 decembrie 2020                   | -                                                    |
| 036 Satu Mare                      | C21 474 MHz                        | Satu Mare (SM)                     | 0,5                                | —                                  | 1 decembrie 2020                   | -                                                    |
| 039 Focșani                        | C38 610 MHz                        | Măgura Odobești (VN)               | 2,5                                | 11 iunie 2016                      | 1 august 2020                      | -                                                    |
| 039 Focșani                        | C38 610 MHz                        | Râmnicu Sărat (BZ)                 | 0,5                                | 20 octombrie 2016                  | 1 martie 2020                      | -                                                    |
| 039 Focșani                        | C38 610 MHz                        | Beceni (BZ)                        | 0,1                                | —                                  | 1 martie 2020                      | -                                                    |
| 039 Focșani                        | C38 610 MHz                        | Vidra (VN)                         | 0,1                                | —                                  | 1 aprilie 2020                     | -                                                    |
| 040 Comănești                      | C40 626 MHz                        | Comănești (BC)                     | 2,5                                | 11 noiembrie 2015                  | 1 august 2020                      | -                                                    |
| 040 Comănești                      | C40 626 MHz                        | Faraoani (BC)                      | 0,1                                | —                                  | 1 februarie 2020                   | -                                                    |
| 040 Comănești                      | C40 626 MHz                        | Mărgineni (BC)                     | 0,05                               | —                                  | 1 martie 2020                      | -                                                    |
| 040 Comănești                      | C40 626 MHz                        | Târgu Ocna (BC)                    | 0,2                                | —                                  | 1 aprilie 2020                     | -                                                    |
| 040 Comănești                      | C40 626 MHz                        | Năruja (VN)                        | 0,2                                | —                                  | 1 aprilie 2020                     | -                                                    |
| 040 Comănești                      | C40 626 MHz                        | Zemeș (BC)                         | 0,1                                | —                                  | 1 decembrie 2020                   | -                                                    |
| 040 Comănești                      | C40 626 MHz                        | Nereju (VN)                        | 0,1                                | —                                  | 1 decembrie 2020                   | -                                                    |

### Multiplexuri regionale
Autoritatea Națională pentru Administrare și Reglementare în Comunicații (ANCOM) scoate sporadic la licitație licențe de operare a multiplexurilor regionale și locale.
| Alocare            | Multiplex | Canal       | Operator                                  | Valabilitatea licenței | Canale cu licență                                  |
| ------------------ | --------- | ----------- | ----------------------------------------- | ---------------------- | -------------------------------------------------- |
| 003 București      | REG 1     | C25 506 MHz | SC 2K Telecom SRL, Ploiești               | 17 iunie 2015–2020     | —                                                  |
| 005 București (c.) | REG 1     | C43 650 MHz | SC 2K Telecom SRL, Ploiești               | 17 iunie 2015–2020     | —                                                  |
| 005 București (c.) | REG 2     | C29 538 MHz | SC 2K Telecom SRL, Ploiești               | 17 iunie 2015–2020     | —                                                  |
| 005 București (c.) | REG 3     | C23 490 MHz | SC 2K Telecom SRL, Ploiești               | 17 iunie 2015–2020     | —                                                  |
| 011 Rm. Vâlcea     | REG 1     | C24 498 MHz | SC Regal SRL, Râmnicu Vâlcea              | 27 mai 2015–2020       | —                                                  |
| 012 Ploiești       | REG 1     | C38 610 MHz | SC 2K Telecom SRL, Ploiești               | 17 iunie 2015–2020     | —                                                  |
| 013 Buzău          | REG 1     | C48 690 MHz | SC TV SAT 2002 SRL, Râmnicu Sărat         | 8 septembrie 2015–2025 | TV SudEst (19 aprilie 2017–2026)                   |
| 018 Sibiu          | REG 1     | C40 626 MHz | SC Cargo Sped SRL, Sibiu                  | 22 mai 2015–2020       | —                                                  |
| 028 Piatra Neamț   | REG 1     | C29 538 MHz | SC Telemold Roman SRL, Piatra Neamț       | 2 septembrie 2015–2020 | Unu TV (19 aprilie 2017–2026)                      |
| 028 Piatra Neamț   | —         | —           | SC Grup Est Security SRL, Piatra Neamț    | —                      | —                                                  |
| 030 Iași           | REG 1     | C36 594 MHz | SC Radio M Plus SRL, Piatra Neamț         | 28 aprilie 2015–2020   | TeleMoldova + (19 aprilie 2017 – 3 noiembrie 2020) |
| 031 Botoșani       | REG 1     | C46 674 MHz | SC Info Total Press SA, Piatra Neamț      | 8 septembrie 2015–2020 | Somax TV (19 aprilie 2017 – 3 noiembrie 2020)      |
| 032 Suceava        | REG 1     | C37 602 MHz | SC Info Total Press SA, Piatra Neamț      | 8 septembrie 2015–2020 | —                                                  |
| 036 Satu Mare      | REG 1     | C31 554 MHz | SC Digital Video Broadcast SRL, Baia Mare | 25 martie 2015–2020    | —                                                  |

### Multiplexuri locale
| Alocare       | Multiplex | Canal       | Operator                             | Valabilitatea licenței | Canale cu licență                     |
| ------------- | --------- | ----------- | ------------------------------------ | ---------------------- | ------------------------------------- |
| 021 Timișoara | LOC 001   | C27 522 MHz | SC Nova Media SRL, Timișoara         | 22 iunie 2017–2027     | Tele Europa Nova (10 iulie 2018–2027) |
| 029 Bacău     | LOC 001   | C24 498 MHz | SC Info Total Press SA, Piatra Neamț | 8 septembrie 2015–2020 | —                                     |
| 030 Iași      | —         | —           | SC M Plus Investments SRL, Iași      | —                      | —                                     |

## Tabele de corespondență între canale și frecvențe
Serviciile DVB-T2 din România folosesc benzile de frecvențe prezentate mai jos. Canalele din banda III au o lățime de 7 MHz, iar cele din benzile IV și V au o lățime de 8 MHz.
| Canal                    | E5    | E6    | E7    | E8    | E9    | E10   | E11   | E12   |
| Frecvență centrală (MHz) | 177,5 | 184,5 | 191,5 | 198,5 | 205,5 | 212,5 | 219,5 | 226,5 |

| Canal                    | C21 | C22 | C23 | C24 | C25 | C26 | C27 | C28 | C29 | C30 | C31 | C32 | C33 | C34 | C35 | C36 | C37 | C38 | C39 |
| Frecvență centrală (MHz) | 474 | 482 | 490 | 498 | 506 | 514 | 522 | 530 | 538 | 546 | 554 | 562 | 570 | 578 | 586 | 594 | 602 | 610 | 618 |

| Canal                    | C40 | C41 | C42 | C43 | C44 | C45 | C46 | C47 | C48 | C49 | C50 | C51 | C52 | C53 | C54 | C55 | C56 | C57 | C58 | C59 | C60 |
| Frecvență centrală (MHz) | 626 | 634 | 642 | 650 | 658 | 666 | 674 | 682 | 690 | 698 | 706 | 714 | 722 | 730 | 738 | 746 | 754 | 762 | 770 | 778 | 786 |

## Echipamente necesare pentru recepție

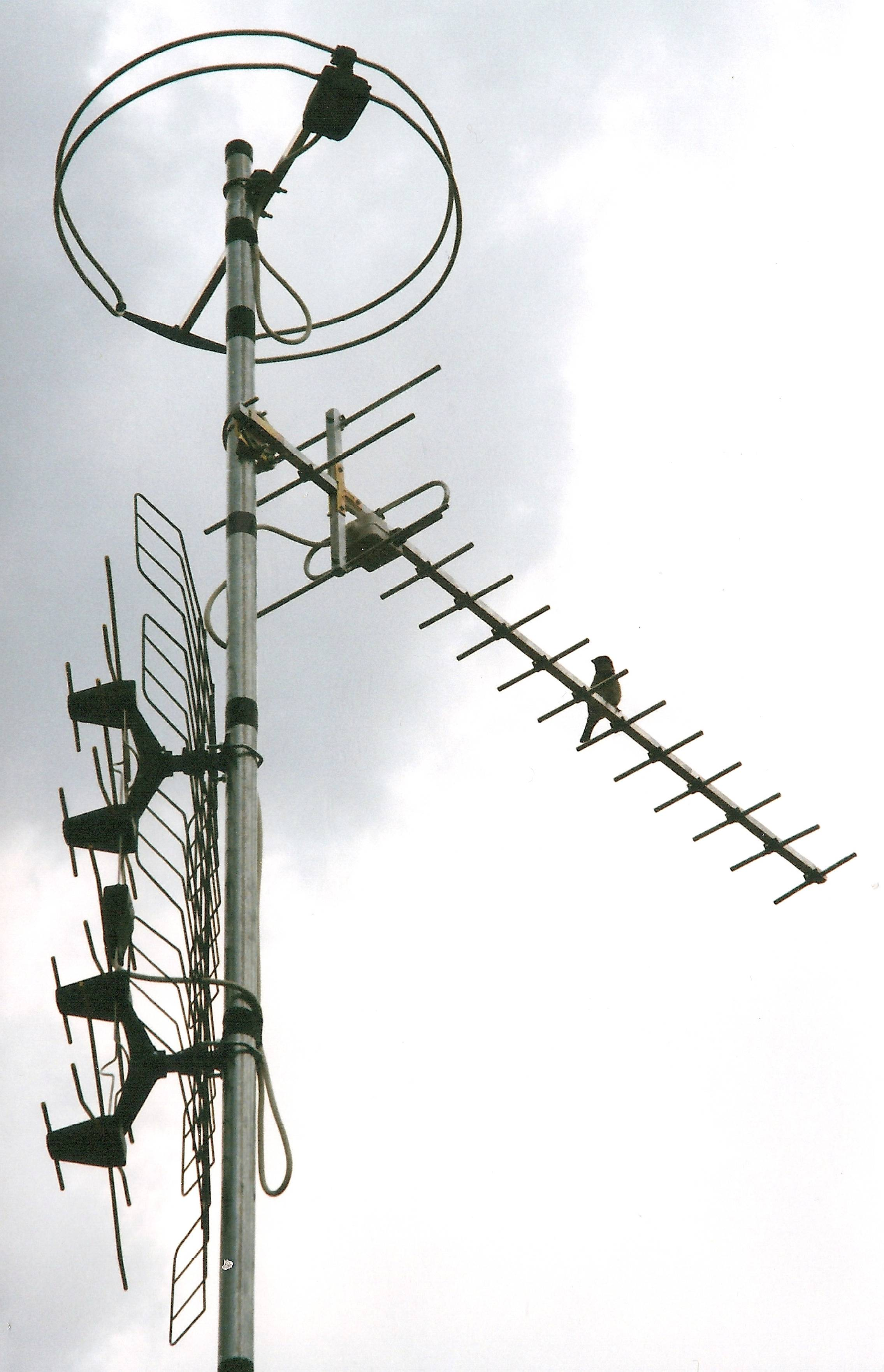
Antene UHF cu elemenți și reflectori. Antena din vârf este pentru recepția FM.

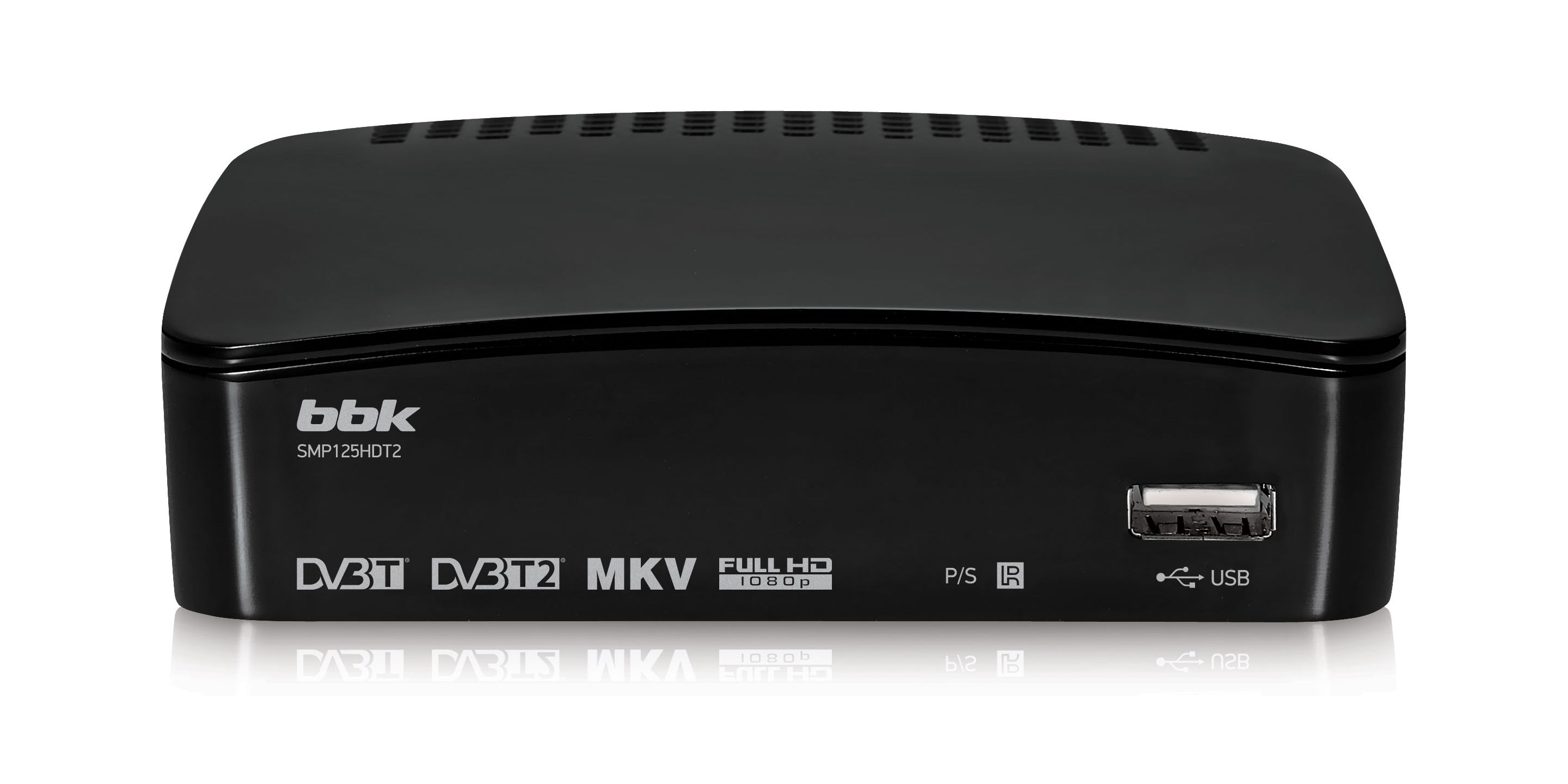
Exemplu de tuner extern compatibil DVB-T2 și DVB-T, cu normele de comprimare MPEG-2 și MPEG-4, având sistem PVR de înregistrare video și funcție EPG

Pentru recepționarea semnalului digital terestru DVB-T2 în România, sunt necesare următoarele echipamente:
- televizor compatibil cu tuner DVB-T2 integrat sau, în cazul unui televizor de generație mai veche, conectarea unui echipament set-top-box (STB) terestru SD sau HD compatibil cu H.264 (AVC) sau H.265 (HEVC), MPEG-4. Un tuner DVB-T2 este capabil să recepționeze semnale DVB-T, dar invers nu. Același caz este întâlnit și la MPEG-4 cu MPEG-2;
- antenă pasivă sau activă, cu elemenți sau de cameră;
- cablu coaxial cu impedanță 75Ω.[44]